# 聖カタリナ大学短期大学部
聖カタリナ大学短期大学部（せいかたりなだいがくたんきだいがくぶ、英語: St. Catherine Junior College）は、愛媛県松山市北条660に本部を置く日本の私立大学。1966年創立、1966年大学設置。本稿では、旧来の聖カタリナ女子短期大学を含めて説明する。

## 概観

### 大学全体
聖カタリナ大学短期大学部は、愛媛県松山市内にある日本の私立短期大学。学校法人聖カタリナ学園により1966年に聖カタリナ女子短期大学として設置された。学科は最大で3学科を擁していたが、現在は1学科（募集停止中の1学科を除いて）となっている。

### 建学の精神（校訓・理念・学是）
- 聖カタリナ大学短期大学部における建学の精神
  - 「全て真理なるもの、真理そのものである神を求め、知り、敬い、尊び、愛し、仕え、生きる、それらをあらゆる人々とともに目指し協力し分かち合うこと、即ち真理なる神を愛し、真理に養われた愛で人々に奉仕すること」となっている。

### 教育および研究
- 聖カタリナ大学短期大学部は保育者養成に力をいれている。

### 学風および特色
- 聖カタリナ大学短期大学部は、聖ドミニコの宣教修道女会を母体として設置されていることから、キリスト教の思想に基づいた教育がベースとなっている。
- 元々は、女子のみを対象とした短大だったが現在は男女共学となっている。

## 沿革
- 1966年 聖カタリナ女子短期大学として開学。
  - 食物科[1]
  - 幼児教育科[2]
- 1968年 音楽科を増設。幼児教育科を児童教育科と改称。
- 1971年 児童教育科を児童教育学科に改称。さらに専攻分離を行う。
  - 児童教育学科
  - 初等教育学専攻
  - 幼児教育学専攻
- 食物科を食物学科と改称。さらに後、食物栄養学科と改称。
- 1977年 専攻科音楽専攻を設置。
- 1990年 児童教育科幼児教育学専攻を幼児教育学科と改称。
- 2000年 食物栄養学科を専攻分離する（専攻分離ごとの学生受け入れは2003年度まで）
  - 食物栄養専攻：入学定員は50 名
  - 食物健康専攻：入学定員は 40 名
- 2001年 幼児教育学科を保育学科に改組。さらに専攻分離する
  - 乳幼児教育専攻
  - 音楽専攻
- 2004年 聖カタリナ大学短期大学部と改称。共学化する。

## 基礎データ

### 所在地
- 本部キャンパス（愛媛県松山市北条60）

### 交通アクセス
- JR予讃線伊予北条駅下車

## 教育および研究

### 組織

#### 学科
- 保育学科

#### 学科の変遷
- 食物科→食物学科→食物栄養学科→健康栄養学科：募集は2008年度まで
  - 食物栄養専攻
  - 食物健康専攻
- 児童教育学科
  - 初等教育学専攻：募集は1987年度まで
  - 幼児教育学専攻→保育学科：専攻分離ごとの学生募集は2003年度まで
    - 乳幼児教育専攻
    - 音楽専攻：音楽科を改組。従来の音楽科のカリキュラムと保育に関する科目を組み合わせたような内容となっていた。
- 音楽科：募集は2000年度まで

#### 専攻科
- かつて音楽専攻が設置されていた。

#### 別科
- なし

##### 取得資格について
- 栄養士資格：健康栄養学科[3]
- 保育士資格：幼児教育学科
- 幼稚園教諭二種免許状：幼児教育学科にて取得できる[4]。
- 小学校教諭二級免許状：過去にあった児童教育学科初等教育専攻にて設置されていた。
- 過去にあった音楽科は、中学校教諭二種免許状（音楽）の認可を受けていた。

## 学生生活

### 部活動・クラブ活動・サークル活動
- 聖カタリナ大学短期大学部のクラブ活動
  - 体育系：空手道・剣道・水泳・バドミントン・なぎなたほか
  - 文化系：フォークソング・琴・茶道・手話・漫画・点字・シネマ・コーラスほか

### 学園祭
- 聖カタリナ大学短期大学部の学園祭は毎年、概ね10月に行われている。

## 大学関係者と組織

### 大学関係者組織
- 「聖カタリナ大学 聖カタリナ大学短期大学部同窓会」組織がある。

## 施設

### キャンパス
- 短期大学棟がある。その他、聖カタリナホール・聖堂・音楽棟・体育館・家政館などがある。
- キャンパス周辺には、春になるとレンゲの花が咲く。

### 寮
- 聖カタリナ大学短期大学部には「いずみ寮」と呼ばれる女子学生寮がある。収容人数は109名となっている。

## 対外関係

### 系列校
- 聖カタリナ大学
- 聖カタリナ学園高等学校
- 京都聖カタリナ高等学校
- 聖家族女子高等学校
- 光ヶ丘女子高等学校

## 社会との関わり

### 卒業後の進路について

#### 就職について
- 児童教育学科
  - 初等教育学専攻
  - 幼児教育学専攻&幼児教育学科・保育学科：資格や免許を活かして保育所保育士や幼稚園教諭に就く人が多い。併設の聖カタリナ大学短期大学部附属幼稚園ほか多数。いよてつ高島屋・三越・三和鋼管・ダイヤモンドフェリーなど一般企業への就職者もいる。
- 健康栄養学科（食物栄養学科食物栄養専攻・食物健康専攻含む）：資格を活かした職としては、日清医療食品・明治乳業・シンセイフードサービス・ヤマキ・めいらくグループなど食品や給食関連企業、病院や社会福祉施設などがある。丸三産業・いうら・ユニ・チャーム・オリタ総業・はるやま商事・よんやくなど専門職以外の職に就く人もいる。医療事務にたずさわっている人も多い。
- 音楽科：河合楽器製作所・ミューズ・ヤマハなどの音楽関連企業ほか、伊予鉄道・六時屋・カネボウ化粧品・いすゞ自動車・四国電業・明屋書店・メディコ21・愛媛銀行・伊予銀行・広島銀行・岡三証券・新日本証券・住友生命保険・AIGエジソン生命保険・愛媛放送などがある。

#### 編入学･進学実績
- 系列の聖カタリナ大学・聖カタリナ大学短期大学部専攻科以外では、香川大学・愛媛大学・エリザベト音楽大学などがある。

## 附属学校
- 聖カタリナ大学短期大学部附属幼稚園